# 7인의 악인전
《7인의 악인전》(중국어: 水滸惡人傳之黃金七鏢客)은 2017년에 개봉된 중국의 무협 액션 영화이다. 포도대장 양지가 10만냥을 호송한다는 정보를 입수한 의적 조개가 이를 탈취하면서 벌어지는 이야기이다.

## 출연

### 주연
- 곽개 - 조개 역
- 조이탁 - 양지 역

### 조연
- 여승도 - 유당 역
- 유어교 - 완소칠 역
- 유광후
- 이종림